# Hayden Panettiere
Hayden Lesley Panettiere (Palisades, 21 agosto 1989) è un'attrice e modella statunitense.

## Biografia
Figlia di un'attrice di soap opera e di un vigile del fuoco, aveva un fratello minore, Jansen Panettiere (1994-2023) anch'egli attore, morto a soli 28 anni per una malattia cardiaca.
Hayden Panettiere ha frequentato la Sud Orangetown Middle School di New York e si è diplomata studiando a casa. Successivamente ha deciso di rimandare il conseguimento di un grado d'istruzione superiore concentrandosi sulla carriera da attrice.

### Attrice
Comincia la sua carriera a 11 mesi apparendo nella pubblicità di un trenino giocattolo della Playskool. All'età di quattro anni interpreta il ruolo di Sarah Roberts nella soap opera della ABC Una vita da vivere, dove rimarrà nel cast dal 1994 al 1997. Dal 1997 al 2001 interpreta Lizzie Spaulding in Sentieri, personaggio chiamato ad affrontare una battaglia contro la leucemia. La soap opera ha ricevuto, per aver attirato l'attenzione dei telespettatori su questa malattia, un riconoscimento speciale dalla fondazione Leukemia & Lymphoma Society. Nel 1998 lascia il mondo delle soap opera e debutta in quello del cinema, interpretando un piccolo ruolo nel film L'oggetto del mio desiderio. Successivamente appare in altri film, come Il sapore della vittoria, Le parole che non ti ho detto, Quando meno te lo aspetti e in serie televisive come Ally McBeal, dove interpreta la figlia della protagonista, Malcolm e Law & Order - Unità vittime speciali.
Nel 2004 è protagonista del film per la televisione Tiger Cruise - Missione crociera e del film Il lago dei sogni, mentre nel 2005 ha interpretato il ruolo di Jennifer Harvood nel film Ice Princess - Un sogno sul ghiaccio, diretto da Tim Fywell, e un anno dopo ha impersonato la protagonista in Ragazze nel pallone - Tutto o niente. A partire dal 2006 interpreta il ruolo di Claire Bennet, una cheerleader con il potere della rigenerazione cellulare, nella serie Heroes della NBC. Tale ruolo le ha donato notorietà internazionale.
Dal giugno 2007 è rappresentata dall'agenzia William Morris, mentre in precedenza aveva un contratto con la United Talent Agency. Forbes ha valutato che ha guadagnato circa 2 milioni di dollari nell'anno 2007.
Nel 2008 è apparsa nel film drammatico Un segreto tra di noi, interpretando una versione più giovane del personaggio di Emily Watson, Jane Lawrence.
Nel 2009 ha recitato nella commedia Una notte con Beth Cooper; mentre nel 2011 ha accettato il ruolo della controversa protagonista nel film TV Amanda Knox, ha sostituito Anne Hathaway in Hoodwinked Too! Hood vs. Evil ed è stata co-protagonista nel film Scream 4 interpretando il ruolo di Kirby Reed. Dal 2012 recita nella serie televisiva Nashville. Hayden ha prestato la voce alla protagonista femminile della serie Kingdom Hearts, Kairi, nelle versioni del gioco doppiate in inglese. Nel 2015 ha prestato il volto e il fisico a una delle protagoniste del videogioco Until Dawn.

### Cantante
È interprete della canzone I Fly, dalla colonna sonora di Ice Princess - Un sogno sul ghiaccio e del brano My Hero Is You dal film Disney per la televisione Tiger Cruise - Missione crociera. La Panettiere ha anche inciso una versione del brano Cruella DeVil inserito nella compilation DisneyMania 5 e registrato un videoclip per un pezzo da lei interpretato, I Still Believe, che fa parte della colonna sonora del film Cenerentola - Il gioco del destino.
Nel 1999 Hayden è stata candidata a un Grammy Award nella categoria Best Spoken Word Album for Children per A Bug's Life Read-Along. Hayden ha inoltre registrato il singolo Try per la colonna sonora del film Un ponte per Terabithia. Ad agosto 2008 è uscito il suo singolo Wake Up Call. Nel 2011 ha eseguito due brani della colonna sonora del film Hoodwinked Too! Hood vs. Evil.

### Modella

Hayden Panettiere a Los Angeles per la prima di Heroes (2008)

Hayden è stata testimonial della Neutrogena. Nel 2007 è risultata sesta nella classifica di FHM delle 100 donne più sexy, classificandosi al 5º posto l'anno successivo. Hayden è apparsa sulla copertina di Entertainment Weekly, nella classifica The EW 100: The Stars We Love Right Now (The EW 100: Le star che amiamo ora) nel numero del 29 giugno/6 luglio del 2007. Nello stesso anno è stata protagonista della campagna Got Milk?, per promuovere il consumo di latte. Nel 2008 è stata testimonial della casa di moda Candie's.

### Vita privata
Nel 2014 ha avuto una figlia con il pugile ucraino Volodymyr Klyčko.
Per rimarcare le sue origini italiane, si era fatta tatuare sulla parte sinistra del corpo la frase "Vivere senza rimpianti", ma per errore le è stato tatuato "Vivere senza rimipianti". Nell'agosto 2013 ha iniziato un trattamento laser per rimuovere il tatuaggio.

### Attivismo
In un'intervista ha dichiarato che nel 2006 è stata arrestata in Giappone per aver liberato, insieme ad alcuni amici, dei delfini catturati da alcuni pescatori. Ai giornalisti americani ha detto che non si è pentita e che lo avrebbe rifatto. Sensibile ai maltrattamenti agli animali, nel 2007 si è unita ai membri della produzione del film-documentario The Cove, che ha vinto l'Oscar nel 2010. Dal 2007 è membro dell'associazione di beneficenza Ronald McDonald House Charities, mentre nel 2008 ha lanciato una campagna di sensibilizzazione contro la caccia alle balene, creando il sito SaveTheWhalesAgain.com.

## Filmografia

### Cinema
- L'oggetto del mio desiderio, regia di Nicholas Hytner (1998)
- Le parole che non ti ho detto, regia di Luis Mandoki (1999)
- Il sapore della vittoria (Remember the Titans), regia di Boaz Yakin (2000)
- L'intrigo della collana, regia di Charles Shyer (2001)
- Joe Somebody, regia di John Pasquin (2001)
- Quando meno te lo aspetti, regia di Garry Marshall (2004)
- Il lago dei sogni, regia di Eric Small (2004)
- Striscia, una zebra alla riscossa, regia di Frederik Du Chau (2005)
- Ice Princess - Un sogno sul ghiaccio, regia di Tim Fywell (2005)
- Mr. Gibb, regia di David Ostry (2006)
- The Architect, regia di Matt Tauber (2006)
- Ragazze nel pallone - Tutto o niente, regia di Steve Rash (2006)
- Shanghai Kiss, regia di Kern Konwiser, David Ren (2007)
- Un segreto tra di noi (Fireflies in the Garden), regia di Dennis Lee (2008)
- Una notte con Beth Cooper, regia di Chris Columbus (2009)
- Scream 4, regia di Wes Craven (2011)
- The Forger, regia di Lawrence Roeck (2012)
- Custody - Bambini contesi (Custody), regia di James Lapine (2016)
- Scream VI, regia di Matt Bettinelli-Olpin e Tyler Gillett (2023)
- Amber Alert, regia di Kerry Bellessa (2024)

### Televisione
- Una vita da vivere - soap opera, 25 episodi (1994-1997)
- Aliens in the Family - serie TV, episodio 1x05 (1996)
- How Do You Spell God? - film TV (1996)
- E vissero infelici per sempre - serie TV, episodio 3x19 (1997)
- Lo specchio del destino - miniserie TV (1998)
- Sentieri - soap opera, 41 episodi (1998-2000)
- Too Rich: The Secret Life of Doris Duke - film TV, regia di John Erman (1999)
- Il tocco di un angelo - serie TV, episodio 5x26 (1999)
- Una magia di Natale - film TV, regia di Alan Metzger (1999)
- Ally McBeal - serie TV, 12 episodi (2001-2002)
- Law & Order - Unità vittime speciali - episodi 2x11-6x15 (2001, 2005)
- Normal - film TV, regia di Jane Anderson (2003)
- Malcolm (Malcolm in the Middle) - serie TV, 4 episodi (2003-2005)
- Tiger Cruise - Missione crociera (Tiger Cruise), regia di Duwayne Dunham – film TV (2004)
- Lies My Mother Told Me - film TV, regia di Christian Duguay (2005)
- Una donna alla Casa Bianca (Commander in Chief) - serie TV, episodio 1x12 (2006)
- Skater Boys - serie TV, episodio 1x02 (2006)
- Heroes - serie TV, 74 episodi (2006-2010)
- Amanda Knox (Amanda Knox: Murder on Trial in Italy), regia di Robert Dornhelm – film TV (2011)
- Nashville - serie TV, 112 episodi (2012-2018)

### Doppiatrice
- Xion - serie videoludica Kingdom Hearts
- Kairi  - serie videoludica Kingdom Hearts
- Sam - Until Dawn

## Doppiatrici italiane
Nelle versioni in italiano delle opere in cui ha recitato, Hayden Panettiere è stata doppiata da:
- Letizia Ciampa in Joe Somebody, Striscia, una zebra alla riscossa, Il lago dei sogni, Una magia di Natale, Tiger Cruise - Missione crociera
- Chiara Gioncardi in Heroes, Una notte con Beth Cooper, Scream 4, Amanda Knox, Scream VI
- Veronica Puccio ne Il sapore della vittoria, Quando meno te lo aspetti
- Ilaria Latini in Ragazze nel pallone - Tutto o niente, Malcolm
- Letizia Scifoni in Ice Princess - Un sogno sul ghiaccio
- Alessia Amendola in Un segreto tra di noi
- Lara Parmiani in Sentieri
- Marcella Silvestri in Ally McBeal
- Gaia Bolognesi in Nashville
- Gemma Donati in Una donna alla casa bianca

Da doppiatrice è sostituita da:
- Veronica Puccio in A Bug's Life - Megaminimondo, Dinosauri
- Deborah Ciccorelli in Scooby-Doo e il re dei Goblin
- Ilaria Latini in Alpha and Omega
- Chiara Gioncardi in Until Dawn

## Discografia

### Singoli
- Wake Up Call (2008)
- Telescope (2012)
- Love Like Mine (2012)
- Undermine (with Charles Esten) (2012)
- Wrong Song (with Connie Britton) (2012)
- For Your Glory (2012)
- Fame (with Richard Madenfort) (2013)
- Hypnotizing (2013)
- Boys and Buses (2013)
- Nothing in This World Will Ever Break My Heart Again (2013)
- Crazy (traditional version) (2014)
- White Christmas (2014)
- Don't Put Dirt on My Grave Just Yet (2014)
- Crazy (duet version with Steven Tyler) (2015)
- One By One (with Jonathan Jackson) (2015)
- Bad Reputation (with Will Chase) (2015)
- Hole In The World (2016)
- One Place Too Long (2016)
- Boomtown (with Will Chase) (2016)

### Colonne sonore e compilation
- Someone Like You (2004), The Dust Factory
- My Hero Is You (2005), Tiger Cruise - Missione crociera
- I Fly (2005), Ice Princess - Un sogno sul ghiaccio
- Your New Girlfriend (2006), Girl Next Vol.1
- That Girl (2006), Ragazze nel pallone - Tutto o niente
- I Still Believe (2007), Cenerentola - Il gioco del destino
- Try (2007), Un ponte per Terabithia
- Cruella de Vil (2007), DisneyMania 5
- Go To Girl (2007), Girl Next Vol.2
- Home (2008), Shanghai Kiss
- I Can Do It Alone (2011), Hoodwinked Too! Hood vs. Evil
- Inseparable (2011), Hoodwinked Too! Hood vs. Evil

## Premi
2001 Young Artist Award
- Miglior performance in un film per Il sapore della vittoria

2007 Saturn Award
- Migliore attrice non protagonista in una serie tv per Heroes

2007 Newport Beach Film Festival
- Feature Film Award per Shanghai Kiss

2007 Vail Film Festival
- Rising Star Award

2007 Young Artist Award
- Miglior performance in una serie tv per Heroes

2007 Teen Choice Awards
- Migliore attrice in una serie tv per Heroes

2008 Teen Choice Awards
- Migliore attrice in una serie tv per Heroes

2009 Teen Choice Awards
- Migliore attrice in una serie tv per Heroes